# Rappastein
Rappastein är en bergstopp i Liechtenstein. Den ligger i den södra delen av landet, 8 km söder om huvudstaden Vaduz. Toppen på Rappastein är 2 222 meter över havet, eller 112 meter över den omgivande terrängen. Bredden vid basen är 1,1 km. Rappastein ingår i Rhätikon.